# Parvocaulis
Genre
Parvocaulis est un genre d'algues vertes unicellulaires de la famille des Polyphysaceae. 

## Liste d'espèces
Selon AlgaeBase (3 mars 2016) :
- Parvocaulis clavatus (Yamada) S.Berger, U.Fettweiss, S.Gleissberg, L.B.Liddle, U.Richter, H.Sawitzky & G.C.Zuccarello
- Parvocaulis exiguus (Solms-Laubach) S.Berger, Fettweiss, Gleissberg, Liddle, U.Richter, Sawitzky & Zuccarello
- Parvocaulis myriosporus (A.B.Joly & Cordeiro-Marina) C.W.Nascimento Moura & J.C.DeAndrade
- Parvocaulis parvulus (Solms-Laubach) S.Berger, Fettweiss, Gleissberg, Liddle, U.Richter, Sawitzky & Zuccarello (espèce type)
- Parvocaulis polyphysoides (P.Crouan & H.Crouan) S.Berger, U.Fettweiss, S.Gleissberg, L.B.Liddle, U.Richter, H.Sawitzky & G.C.Zuccarello
- Parvocaulis pusillus (M.Howe) S.Berger, U.Fettweiss, S.Gleissberg, L.B.Liddle, U.Richter, H.Sawitzky & G.C.Zuccarello